# Prefix- en suffixnotatie
Er zijn voor de notatie van een bewerking tussen verschillende argumenten in de wiskunde in principe drie mogelijkheden:
- de prefixnotatie,
- infixnotatie en de
- suffixnotatie.

De prefixnotatie is een vorm van wiskundige notatie waarbij alle operatoren voor hun argumenten worden geschreven. Prefixnotatie is gebruikelijk bij functies: we schrijven doorgaans {\displaystyle f(x,y)} in plaats van {\displaystyle xfy}.
De infixnotatie wordt voor de basisoperaties bij rekenen gebruikt. vormen daar een uitzondering op en worden infix geschreven: {\displaystyle x+y}. Dat is er een uitzondering op dat de operator van een functie voor de argumenten wordt geschreven. De som van twee getallen in prefixnotatie zou als {\displaystyle +(x,y)} worden geschreven. Gaat men ervan uit dat des om altijd precies twee argumenten heeft, dan kan het ook zonder haakjes: {\displaystyle +xy}. 
De suffixnotatie is het tegenovergestelde van prefixnotatie. Daarbij wordt de bewerking achteraan, na de argumenten, geschreven.
De prefixnotatie is omstreeks 1920 door de Poolse logicus Jan Łukasiewicz als notatie voor de propositielogica uitgevonden. Men spreekt daarom ook wel van de Poolse notatie. Suffixnotatie heet dan ook wel de omgekeerde Poolse notatie, Engels: reversed Polish notation, afgekort tot RPN. De Poolse notatie sloeg in het oorspronkelijke toepassingsgebied niet aan.

## Voorbeeld
| infix gebruikelijke notatie   | prefix Pools                  | suffix omgekeerd Pools        |
| ----------------------------- | ----------------------------- | ----------------------------- |
| {\displaystyle (a+b)\times c} | {\displaystyle \times +ab\ c} | {\displaystyle ab+c\times }   |
| {\displaystyle a+(b\times c)} | {\displaystyle +a\times bc}   | {\displaystyle a\ bc\times +} |

Merk op dat de volgorde van de operanden {\displaystyle a,b} en {\displaystyle c} niet verandert, alleen de plaats van de operatoren is anders.
Het voordeel van Poolse notatie is dat alle uitdrukkingen zonder haakjes eenduidig zijn. Wel is het nodig dat alle operatoren een vaste plaatsigheid hebben. Er zijn dus verschillende operatoren nodig voor aftrekken en de logische negatie. Verder is het nodig dat getallen van elkaar worden gescheiden: er is verschil tussen + 3 58 en + 35 8.

## Implementatie

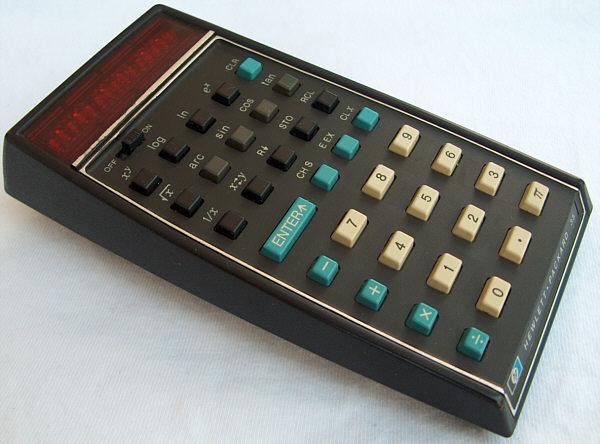
De HP-35, de eerste handrekenmachine van Hewlett-Packard, gebruikte de omgekeerde Poolse notatie.

Omgekeerde Poolse notatie is gemakkelijk te implementeren met behulp van een stack en is lang gebruikt in de wetenschappelijke rekenmachines van het merk Hewlett-Packard. De stack heeft bij deze machines ruimte voor vier getallen, wat weinig lijkt, maar voor haast alle toepassingen voldoende is. Deze rekenmachines hebben geen haakjestoetsen en ook geen =-toets om het resultaat van een berekening te tonen. Daar is de Enter-toets waarmee een getal op de stack wordt geplaatst en die als scheiding tussen twee getallen dient. Om de berekening (27 × 38) ÷ 13 uit te voeren, drukt men achtereenvolgens in 27 [enter] 38 × 13 ÷. Bij het optellen van meer dan twee getallen verschijnt steeds de som van alle tot dan toe ingevoerde getallen en hoeven zij niet in een keer te worden ingevoerd.
Een compiler van programmeertalen zet vaak eerst de uitdrukkingen om naar Poolse notatie omdat dat door een computer gemakkelijker te verwerken is. 
De programmeertaal Lisp wordt volledig in prefixnotatie geschreven. Forth en daarvan afgeleide talen zoals PostScript gebruiken suffixnotatie.